# 鸠岘站
鳩峴站（韓語：구현역）是朝鮮民主主義人民共和國平安南道北仓郡北倉勞動者區的一個鐵路車站，属于平德線和芿浦線。

## 邻近车站
平德線
玉泉站 - 鳩峴站 - 桧安站
芿浦線
鳩峴站 - 芿浦站